# 東山陰方言
東山陰方言（ひがしさんいんほうげん）は、鳥取県東中部（因幡・伯耆東部）・兵庫県北部（但馬）・京都府丹後半島（丹後中北部）で話される日本語の方言の総称。東條操が提唱した区画である。西日本方言の中国方言に属するが、文法は西隣の雲伯方言同様、他の西日本すべてと対立する要素も見られる（山陰方言）。

## 下位分類
- 東山陰方言
  - 丹後弁
  - 但馬弁
  - 因州弁（鳥取弁）
  - 倉吉弁

## 特徴
他の中国方言とは、東京式アクセントを使うことなどが共通している。（詳しくは中国方言を参照）文法は雲伯方言とともに他の西日本すべてと対立し、逆に東日本と共通する要素も見られる。山陰固有の主な特徴は以下の通り。
「アウ」連母音
山陰一帯で、古代の連母音「アウ」が「アー」に変化しているものがある。古代の連母音「アウ」は、他の多くの地域では「オー」になったが、山陰では「アー」となった。このアウ→アーの見られる地域は、島根県出雲・隠岐から鳥取県全域、兵庫県但馬北部、京都府京丹後市の一部までで、「阿呆（あはう）」を「あはあ」、「性根（しやうね）」を「しゃあね」とするなど体言にもあるが、以下の活用語関係で特によく見られる。
1. 五段活用をする活用語の意志・推量形が、「いわあ」（←言はう。「言おう」の意）、「たかからあ」（←高からう。「高いだろう」の意）、「だらー」（←であらう。「だろう」の意）のように、ア段になる。
2. 終止形が「～アイ」で終わる形容詞の連用形が、「なあて」（←なうて←無くて）、「たかあ」（←たかう←高く）のように、ア段になる。
3. 連用形でウ音便を使う動詞（「買う」「会う」など）が、「かあた」（←買うた）、「ああた」（←会うた）のように、ア段に活用する。

断定助動詞「だ」
断定の助動詞には「だ」を用いる（雲伯方言も同様）。他の西日本方言が「じゃ、や」を用いるのとは異なる。
ワ行五段動詞の促音便
ワ行五段動詞の連用形は、東日本方言と同様、「洗った」のように促音便を用いる（雲伯方言も同様）。「買う」「会う」など数語はウ音便も使うが、アウ→アーの変化のある地域では「買あた」「会あた」ような形を用いる。
その他
「借りる」は多くの西日本方言で「借る」だが、東山陰方言では「かれる」と言う。（雲伯方言では「かりる」。どちらも東日本と共通）